# Abante (centauro)
Abante è un centauro, figura della mitologia greca.

## Storia
Nelle Metamorfosi (XII, 290-326), Ovidio narra
che Abante, ottimo cacciatore, rimase coinvolto con gli altri centauri in una lite furibonda scoppiata durante le nozze di Piritoo, re dei Lapiti, e Ippodamia causata dal tentato rapimento della sposa da parte di Euritione. Abante sopravvisse alla lotta ma dovette fuggire dal paese.
Abante è citato anche in una poesia di Rubén Darío, pseudonimo di Félix Rubén García y Sarmiento, poeta meticcio nicaraguense considerato il fondatore del modernismo.
La poesia - Coloquio de los centauros (Colloqui dei centauri) è dedicata a Paul Groussac,  storico e poeta franco-argentino.
La parte di Abante, all'interno della poesia, recita, in lingua spagnola:
Himnos a la sagrada Naturaleza; al vientre

de la tierra y al germen que entre las rocas y entre

las carnes de los árboles, y dentro humana forma,

es un mismo secreto y es una misma norma:

potente y sutilísimo, universal resumen

de la suprema fuerza, de la virtud del Numen. 